# بيت ناعسة
بيت ناعسة قرية في ناحية قرى مركز صافيتا في منطقة صافيتا التابعة لمحافظة طرطوس.